# José Podestá (futbolista)
José Podestá fue un futbolista argentino. Jugaba como delantero y debutó con el Club Atlético Tiro Federal Argentino; su hermano de Arturo también fue futbolista.

## Carrera

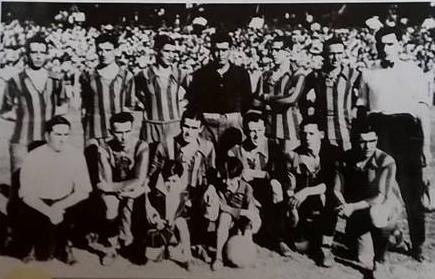
Equipo de Rosario Central que se coronó en 1928, al vencer 1 a 0 a Newell's en partido desempate con un gol de Podestá. Parados: Arturo Podestá, José Fioroni, Francisco de Cicco, Octavio Díaz, Ernesto Cordones, Félix Romano; hincados: Ricardo Reol, Armando Bertei, José Podestá, Alberto Retto, Antonio Miguel.

Se inició en Tiro Federal, equipo con el que ganó la Copa Doctor Carlos Ibarguren de 1920 al golear a Boca Juniors por 4 a 0 en la final, marcando dos goles. Con el club de barrio Ludueña obtendría además 3 Copas Vila: en 1920, 1925 y 1926, cortando así con la amplia hegemonía que mantenían Rosario Central y Newell's Old Boys hasta ese entonces en la Copa Nicasio Vila.
En 1927 pasó a Rosario Central; en ese mismo año obtuvo la Copa Vila y fue subcampeón de la Copa Schlau. Marcó 15 goles en 22 partidos entre ambas competencias; el 12 de junio le convirtió cinco tantos a Atlantic Sportsmen. 
En 1928 se adjudicó nuevamente la convirtiendo el gol que le dio el Copa Vila de dicho año. Anotó el gol que le dio el título al canalla en la final desempate jugada ante su clásico rival, Newell's, en terreno visitante. Al finalizar el encuentro, los hinchas canallas tomaron el botín derecho con el que Podestá convirtió el gol y lo llevaron en caravana por la ciudad, sosteniéndolo en la punta de un palo que sirvió como asta. Ese torneo marcó 14 tantos en 18 cotejos.
Comenzó 1929 en Rosario Central, pero teniendo pocas oportunidades en el cuadro titular pasó a Alumni de Casilda. Totalizó en el canalla 44 partidos y 31 goles.

## Clubes
| Club              | País      | Año       |
| ----------------- | --------- | --------- |
| Tiro Federal      | Argentina | 1920-1926 |
| Rosario Central   | Argentina | 1927-1929 |
| Alumni de Casilda | Argentina | 1929      |

## Palmarés

### Títulos nacionales
| Equipo       | País      | Título         | Año  |
| ------------ | --------- | -------------- | ---- |
| Tiro Federal | Argentina | Copa Ibarguren | 1920 |

### Títulos regionales
| Equipo          | País      | Título    | Año  |
| --------------- | --------- | --------- | ---- |
| Tiro Federal    | Argentina | Copa Vila | 1920 |
| Tiro Federal    | Argentina | Copa Vila | 1925 |
| Tiro Federal    | Argentina | Copa Vila | 1926 |
| Rosario Central | Argentina | Copa Vila | 1927 |
| Rosario Central | Argentina | Copa Vila | 1928 |